# Kim Kun-hee
Kim Kun-hee (koreanisch 김건희; * 13. Oktober 1989) ist eine ehemalige südkoreanische Tennisspielerin.

## Karriere
Kim gewann zwei Einzel- und fünf Doppeltitel auf Turnieren des ITF Women’s Circuit.
2009 trat sie in der Qualifikation zu den Hansol Korea Open an, besiegte in der ersten Runde Lu Jingjing mit 3:6, 6:1 und 6:2, bevor sie dann in der zweiten Runde gegen Xu Yifan mit 6:3, 4:6 und 3:6 verlor. 2010 scheiterte sie bereits in der ersten Runde der Qualifikation zu den Hansol Korea Open an Tomoko Yonemura mit 3:6 und 4:6. Im November 2010 rutschte sie als Lucky Loser ins Hautfeld des Dameneinzels des Dunlop World Challenge Tennis Tournament und konnte sich in der ersten Runde mit 6:0 und 6:0 gegen die Qualifikantin Kotomi Takahata durchsetzen. In der zweiten Runde verlor sie dann gegen die topgesetzte Ayumi Morita mit 1:6 und 1:6.

## Turniersiege

### Einzel
| Nr. | Datum             | Turnier  | Kategorie   | Belag             | Finalgegnerin | Ergebnis         |
| --- | ----------------- | -------- | ----------- | ----------------- | ------------- | ---------------- |
| 1.  | 24. Oktober 2010  | Yeongwol | ITF $10.000 | Hartplatz         | Kim Na-ri     | 7:5, 1:2 Aufgabe |
| 2.  | 26. Dezember 2010 | Gimcheon | ITF $10.000 | Hartplatz (Halle) | Hong Hyun-hui | 4:6, 6:1, 6:3    |

### Doppel
| Nr. | Datum             | Turnier  | Kategorie   | Belag             | Partnerin     | Finalgegnerinnen          | Ergebnis          |
| --- | ----------------- | -------- | ----------- | ----------------- | ------------- | ------------------------- | ----------------- |
| 1.  | 27. Juni 2009     | Gimcheon | ITF $10.000 | Hartplatz         | Yu Min-hwa    | Kim Na-ri Lee Cho-won     | 6:1, 1:6, [13:11] |
| 2.  | 11. Juli 2009     | Sunchang | ITF $10.000 | Hartplatz         | Yu Min-hwa    | Kim Na-ri Lee Cho-won     | 6:2, 6:2          |
| 3.  | 22. Mai 2010      | Sunchang | ITF $10.000 | Hartplatz         | Yu Min-hwa    | Chang Kyung-mi Lee Ye-ra  | 6:75, 6:4, [10:4] |
| 4.  | 29. Mai 2010      | Goyang   | ITF $25.000 | Hartplatz         | Yu Min-hwa    | Chang Kyung-mi Lee Jin-a  | 6:4, 6:4          |
| 5.  | 25. Dezember 2010 | Gimcheon | ITF $10.000 | Hartplatz (Halle) | Hong Hyun-hui | Kim Ji-young Kim Jung-eun | 6:4, 7:5          |